# Itauba (hout)
Itauba is een houtsoort afkomstig van verschillende bomen uit het geslacht Mezilaurus, dat voorkomt in tropisch Zuid-Amerika. In de meeste gevallen gaat het om Mezilaurus itauba en Mezilaurus navalium.
Het beigegele tot bruine hout kent door zijn goede duurzaamheid vooral toepassingen in buitenschrijnwerk zoals terrassen, constructies en palen. Maar ook gebruikt in draaiwerk, parket en meubels. 